# Dannevoux
Dannevoux est une commune française située dans le département de la Meuse, en région Grand Est.

## Géographie

### Hydrographie
La commune est dans le bassin versant de la Meuse au sein du bassin Rhin-Meuse. Elle est drainée par la Meuse, le ruisseau le Butel, le ruisseau de Gueroville et le ruisseau de Menome,.
La Meuse, d'une longueur de 486 km dans sa partie française, est un fleuve européen qui prend sa source en France, dans la commune du Châtelet-sur-Meuse, à 409 mètres d'altitude, et se jette dans la mer du Nord après un cours long d'approximativement 950 kilomètres traversant la France, la Belgique et les Pays-Bas. 

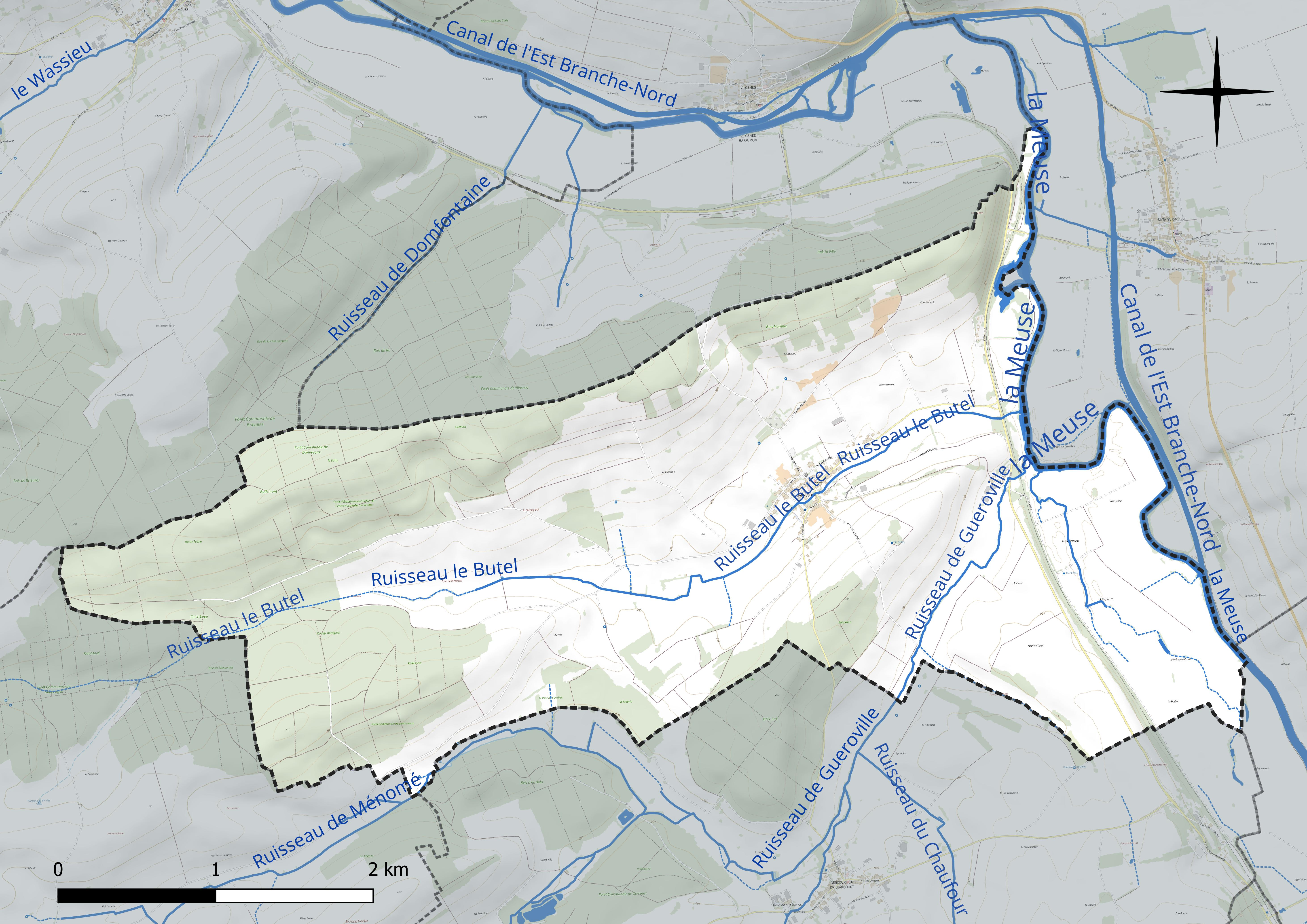
Réseau hydrographique de Dannevoux.

### Climat
Pour des articles plus généraux, voir Climat du Grand Est et Climat de la Meuse.
En 2010, le climat de la commune est de type climat de montagne, selon une étude du Centre national de la recherche scientifique s'appuyant sur une série de données couvrant la période 1971-2000. En 2020, Météo-France publie une typologie des climats de la France métropolitaine dans laquelle la commune est exposée à un climat océanique altéré et est dans la région climatique  Lorraine, plateau de Langres, Morvan, caractérisée par un hiver rude (1,5 °C), des vents modérés et des brouillards fréquents en automne et hiver. 
Pour la période 1971-2000, la température annuelle moyenne est de 9,7 °C, avec une amplitude thermique annuelle de 15,7 °C. Le cumul annuel moyen de précipitations est de 952 mm, avec 13,8 jours de précipitations en janvier et 9,7 jours en juillet. Pour la période 1991-2020, la température moyenne annuelle observée sur la station météorologique de Météo-France la plus proche, « Septsarges », sur la commune de Septsarges à 6 km à vol d'oiseau, est de 10,3 °C et le cumul annuel moyen de précipitations est de 942,8 mm. 
La température maximale relevée sur cette station est de 39,9 °C, atteinte le 25 juillet 2019 ; la température minimale est de −15,7 °C, atteinte le 1er janvier 1997,,. 
Les paramètres climatiques de la commune ont été estimés pour le milieu du siècle (2041-2070) selon différents scénarios d'émission de gaz à effet de serre à partir des nouvelles projections climatiques de référence DRIAS-2020. Ils sont consultables sur un site dédié publié par Météo-France en novembre 2022.

## Urbanisme

### Typologie
Au 1er janvier 2024, Dannevoux est catégorisée commune rurale à habitat dispersé, selon la nouvelle grille communale de densité à sept niveaux définie par l'Insee en 2022.
Elle est située hors unité urbaine. Par ailleurs la commune fait partie de l'aire d'attraction de Verdun, dont elle est une commune de la couronne,. Cette aire, qui regroupe 103 communes, est catégorisée dans les aires de moins de 50 000 habitants,.

### Occupation des sols
L'occupation des sols de la commune, telle qu'elle ressort de la base de données européenne d’occupation biophysique des sols Corine Land Cover (CLC), est marquée par l'importance des territoires agricoles (65,1 % en 2018), une proportion identique à celle de 1990 (65,1 %). La répartition détaillée en 2018 est la suivante : 
terres arables (42,4 %), forêts (33,1 %), prairies (21,6 %), zones urbanisées (1,9 %), zones agricoles hétérogènes (1,1 %). L'évolution de l’occupation des sols de la commune et de ses infrastructures peut être observée sur les différentes représentations cartographiques du territoire : la carte de Cassini (XVIIIe siècle), la carte d'état-major (1820-1866) et les cartes ou photos aériennes de l'IGN pour la période actuelle (1950 à aujourd'hui).

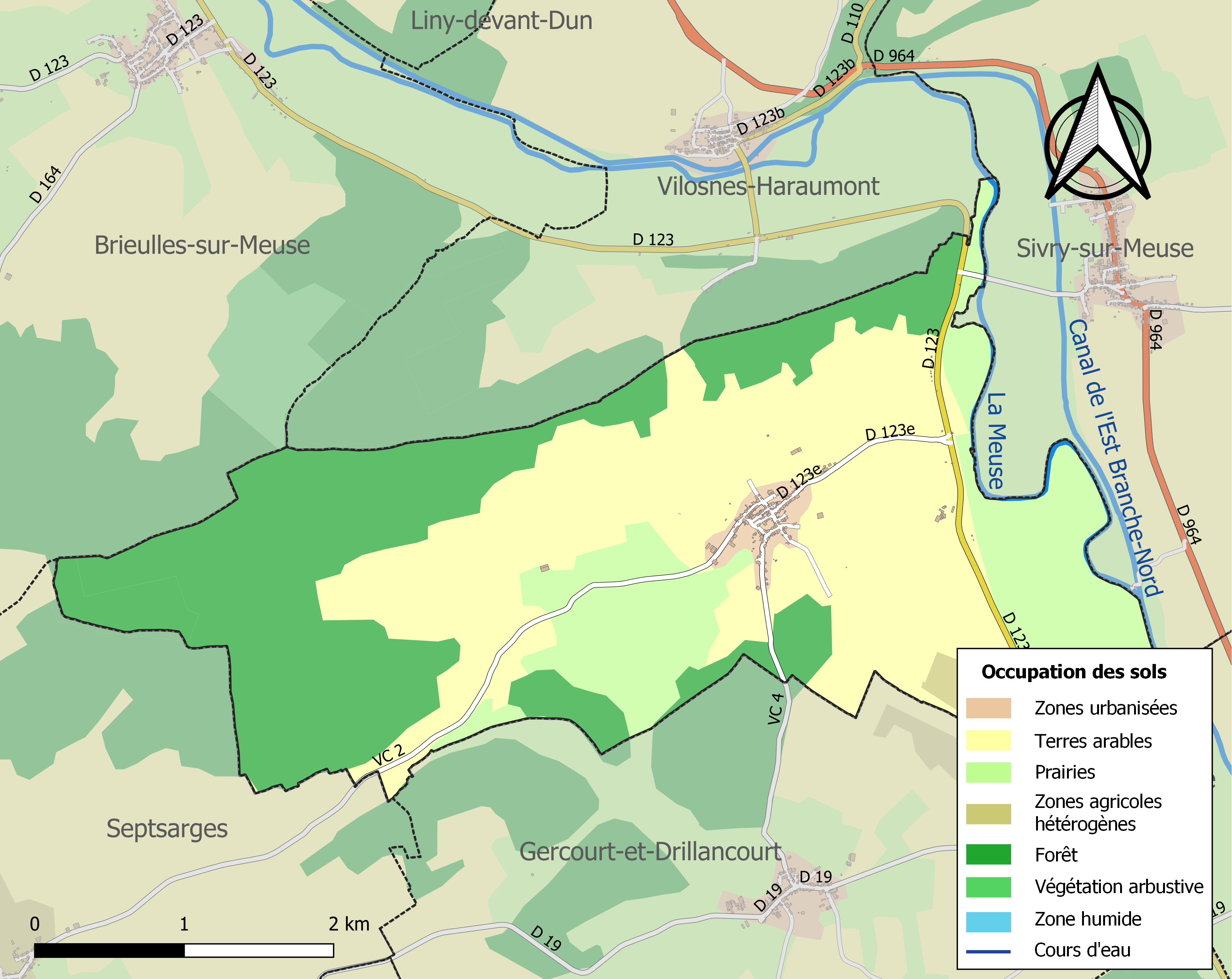
Carte des infrastructures et de l'occupation des sols de la commune en 2018 (CLC).

## Toponymie
Le nom de la localité est attesté sous les formes Donnevou (1180) ; Ecclesia de Dannevous (1226) ; Donnevoulx (1467) ; Dompnevoux (1549) ; Damnevoux (1656) ; Danis-votum (1738) ; Domini-vallis (1745).

Dans les noms de lieux d'origine ecclésiastique, domnum (seigneur), l'-o a souvent passé à a. Le groupe mn a généralement subi l'assimilation progressive à m ; d'où les toponymes commençant par Dom-, Dam-. L'assimilation régressive à n se constate dans Dannevoux.

## Politique et administration
| Période                                  | Période  | Identité                                        | Étiquette | Qualité            |
| ---------------------------------------- | -------- | ----------------------------------------------- | --------- | ------------------ |
| Les données manquantes sont à compléter. |          |                                                 |           |                    |
| mars 2001                                | En cours | Michel Vuillaume Réélu pour le mandat 2020-2026 |           | Ancien agriculteur |

## Population et société

### Démographie
L'évolution du nombre d'habitants est connue à travers les recensements de la population effectués dans la commune depuis 1793. Pour les communes de moins de 10 000 habitants, une enquête de recensement portant sur toute la population est réalisée tous les cinq ans, les populations de référence des années intermédiaires étant quant à elles estimées par interpolation ou extrapolation. Pour la commune, le premier recensement exhaustif entrant dans le cadre du nouveau dispositif a été réalisé en 2005.

En 2022, la commune comptait 192 habitants, en évolution de −15,42 % par rapport à 2016 (Meuse : −4,4 %, France hors Mayotte : +2,11 %).
| 1793 | 1800 | 1806 | 1821 | 1831 | 1836 | 1841 | 1846 | 1851 |
| ---- | ---- | ---- | ---- | ---- | ---- | ---- | ---- | ---- |
| 720  | 679  | 619  | 770  | 826  | 769  | 789  | 755  | 760  |

| 1856 | 1861 | 1866 | 1872 | 1876 | 1881 | 1886 | 1891 | 1896 |
| ---- | ---- | ---- | ---- | ---- | ---- | ---- | ---- | ---- |
| 666  | 676  | 629  | 604  | 615  | 601  | 588  | 559  | 511  |

| 1901 | 1906 | 1911 | 1921 | 1926 | 1931 | 1936 | 1946 | 1954 |
| ---- | ---- | ---- | ---- | ---- | ---- | ---- | ---- | ---- |
| 497  | 481  | 453  | 234  | 331  | 279  | 267  | 262  | 254  |

| 1962 | 1968 | 1975 | 1982 | 1990 | 1999 | 2005 | 2006 | 2010 |
| ---- | ---- | ---- | ---- | ---- | ---- | ---- | ---- | ---- |
| 250  | 229  | 191  | 201  | 200  | 206  | 209  | 205  | 215  |

| 2015 | 2020 | 2022 | - | - | - | - | - | - |
| ---- | ---- | ---- | - | - | - | - | - | - |
| 227  | 197  | 192  | - | - | - | - | - | - |

## Culture locale et patrimoine

### Lieux et monuments

#### Édifice religieux

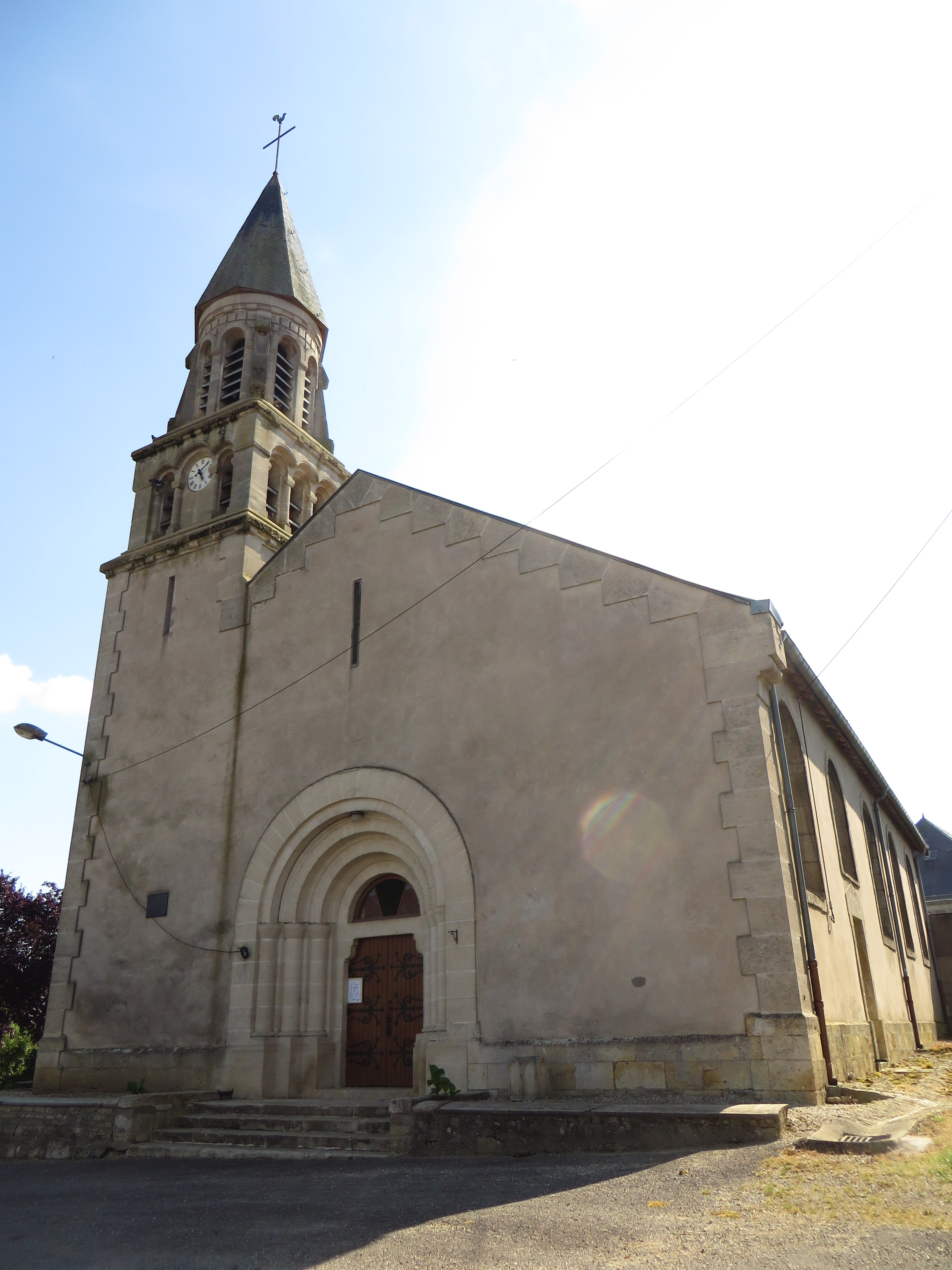
Église Saint-Hippolyte.

- Église Saint-Hippolyte, XIIIe siècle, détruite en 1914/1918, reconstruite en 1925.

### Personnalités liées à la commune
- Jean Baptiste Haussard (1679-1680 ? - 1749), graveur français, né dans cette commune[23].

- Léon Dormois : né en 1891 à Sivry-sur-Meuse, d’une longue lignée de paysans, Léon Dormois est remarqué très jeune par son instituteur qui le pousse à faire l’école normale dont il sort diplômé à 19 ans. À peine a-t-il commencé à exercer, après avoir fini son service militaire au Bataillon de Joinville en tant que gymnaste de haut niveau, qu'il est mobilisé pour la guerre qui vient de se déclencher. Sous-lieutenant, il est fait prisonnier et s'illustre par trois tentatives d'évasion qui échouent de peu et lui vaudront la médaille des évadés : la première fois à l'aide d’une corde de la forteresse de Königstein en compagnie d’un lieutenant russe, puis par un souterrain du camp de Strohën, et enfin caché dans un camion du camp de Füschburg. À son retour, il se marie avec Clotilde Beauzée, fille d'instituteur meusien, et est nommé à Dannevoux, où durant plus de 30 ans, il instruira des générations d’élèves avec exigence, humanisme et dévouement, attentif à développer leur potentiel physique et intellectuel afin de les préparer à leur entrée dans la vie active. À la retraite, il continue à se dévouer pour le bien public, en étant secrétaire de mairie et correspondant de L'Est républicain, le grand quotidien de Nancy. Curieux de tout et de tous, il apprend l'anglais, se perfectionne en russe, joue du violon et lit tout ce qui lui passe sous la main. Il discute inlassablement avec tous ceux qu'il peut rencontrer au cours de ses promenades à Solex sur les routes meusiennes. À la tête d’une famille de quatre enfants et sept petits enfants, dont il suit attentivement l'évolution, il meurt en 1971. Voici la vie d'un de ces « hussards de la République » de Jules Ferry, qui contribuèrent tant à développer partout en France une éducation de masse, empreinte d'exigence et de valeurs humanistes et républicaines.

### Héraldique
| Blason de Dannevoux | Blason  | D'or au drakkar de gueules, à la voile d'argent chargée d'une tête de cheval de sable, voguant sur une rivière d'azur. DevisePour la gloire et l'honneur. |
| Blason de Dannevoux | Détails | Création de Dominique Larcher et Dominique Lacorde. Adopté en novembre 2012.                                                                              |